# Lendvanyíres
Lendvanyíres (korábban Brezovicza, szlovénül: Brezovica) falu Szlovéniában, a Muravidéken. Közigazgatásilag Nagypalinához tartozik.

## Fekvése
Lendvától 12 km-re nyugatra, a Cserni és Csernec patakok közötti síkon fekszik.

## Története
Területén már az őskorban is élek emberek. Ezt bizonyítja az itt talált kőszekerce és a falutól északkeletre feltárt, a rézkortól a középkorig folyamatosan lakott település maradványa. A ókorban itt haladt át a Poetoviót (a mai Ptujt) Savariával (a mai Szombathellyel) összekötő kereskedelmi és hadiút.
A települést 1379-ban "Brezouica" alakban említik először. 1381-ben "Pred. Brezenyche", 1524-ben "Villa Brezowiczalakos" néven szerepel a korabeli forrásokban. Az alsólendvai Bánffy család birtoka volt. A belatinci uradalom részeként a Bánffyak után a Csákyaké, majd a 19. században a désánfalvi Gyika család birtoka volt.
Vályi András szerint " BREZOVITZA. Elegyes falu Szala Vármegyében, birtokosa Gróf Csáky Uraság, lakosai katolikusok, fekszik Turnitsához közel, mellynek filiája, a’ Belatnitzi Uradalomban. Határja jó, vagyonnyai jelesek, tulajdonságaira nézve, hasonlít Bratontzhoz, első Osztálybéli."
Fényes Elek szerint " Brezovicza, vindus-tót falu, Zala vármegyében, 293 katholikus lakossal. F. u. Gyika. Utolsó post. A.-Lendva."
1910-ben 402, túlnyomórészt szlovén lakosa volt.
Közigazgatásilag Zala vármegye Alsólendvai járásának része volt. 1919-ben a Szerb–Horvát–Szlovén Királysághoz csatolták, ami tíz évvel később vette fel a Jugoszlávia nevet. 1941-ben a Muramentét a magyar hadsereg visszafoglalta és 1945-ig ismét Magyarország része volt, majd a második világháború befejezése után végleg jugoszláv kézbe került. 1991 óta a független Szlovén Köztársaság része. 2002-ben 217 lakosa volt.

## Nevezetességei
- A rézkortól a középkorig lakott település maradványai a falu északkeleti részén.
- Római út maradványai.
- Kulturális emlék az 1853-ban emelt kőkereszt.